# Perry (Ontario)
Perry es un municipio canadiense situado en la provincia de Ontario.

## Superficie
Perry tiene una superficie de 186,34 km².

## Demografía
En 2021, tenía 2650 habitantes, una densidad poblacional de 14,2 hab./km², y 1710 viviendas.